# Francisco Xavier de Meneses
Pour les articles homonymes, voir Meneses.
Francisco Xavier de Meneses, 4e comte d'Ericeira, né à Lisbonne le 29 janvier 1673 et mort dans la même ville le 21 décembre 1743, est un général et écrivain portugais.

## Biographie
Il prit part à la guerre de Succession d'Espagne. Ami de Boileau dont il fut l'imitateur, on lui doit des traductions en portugais de l' Art poétique ainsi qu'une Henriqueida, poème épique tout à la gloire d'Henri de Bourgogne.